# Républicanisme en France au XXe siècle
Pour les articles homonymes, voir Républicanisme en France.
La référence à la République s'accroît dans les discours politiques en France à la fin du XXe siècle.

## Histoire
Selon l’historien Émile Chabal, les premiers présidents de la Ve République évoquent moins la République que « la France », « la Nation », « la démocratie », et c’est sous la gauche, dans la deuxième moitié des années 1980, que la référence républicaine s'accroît dans les discours :

« Après le virage de l’austérité, non content de substituer l’idéal européen à celui du socialisme, François Mitterrand trouve dans la République un plan de réinvention. Après 1989, année de l’affaire du foulard, du bicentenaire de la Révolution et de la chute du Mur, quasiment toutes les forces politiques se sont emparées du républicanisme, à la fois substitut à des idéologies périmées, et promesse d’unité face à une peur de la désintégration nationale. Au sein de la gauche, la tendance républicaine a gagné contre la tendance “différentialiste” ou “pluraliste” issue de Mai 68. Ce qui est frappant, c’est que le républicanisme a réémergé à un moment où plus personne ne contestait la République. »